# Weinböhla
Weinböhla è un comune di 10.209 abitanti della Sassonia, in Germania. Appartiene al circondario di Meißen.